# Kabinett Jón Magnússon I

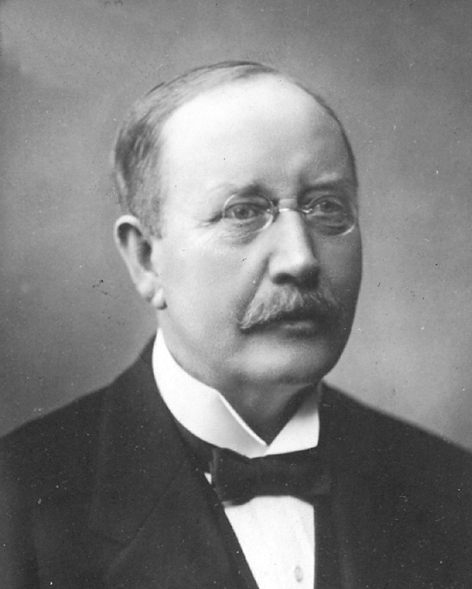
Jón Magnússon war von 1917 bis 1922 sowie 1924 bis 1926 Premierminister von Island

Das Kabinett Jón Magnússon I war die erste Regierung des unabhängigen Staates Island, das sich mit dem Vertrag vom 1. Dezember 1918 von Dänemark loslöste, aber dem gemeinsamen König des Königreichs Dänemark sowie des Königreichs Island Christian X. unterstellt war. Es wurde am 4. Januar 1917 gebildet und blieb bis zum 25. Februar 1920 im Amt, woraufhin es vom Kabinett Jón Magnússon II abgelöst wurde. Dem Kabinett gehörten Mitglieder der Selbstverwaltungspartei (Heimastjórnarflokkurinn), der Alten Unabhängigkeitspartei (Sjálfstæðisflokkurinn þversum) sowie der Fortschrittspartei (Framsóknarflokkurinn) an.

## Regierungsmitglieder
| Amt                         | Amtsinhaber                        | Beginn der Amtszeit             | Ende der Amtszeit                |
| --------------------------- | ---------------------------------- | ------------------------------- | -------------------------------- |
| Premierminister             | Jón Magnússon                      | 4. Februar 1917                 | 25. Februar 1920                 |
| Justiz- und Kirchenminister | Jón Magnússon                      | 4. Februar 1917                 | 25. Februar 1920                 |
| Finanzminister              | Björn Kristjánsson Sigurður Eggerz | 4. Februar 1917 28. August 1917 | 28. August 1917 25. Februar 1920 |
| Arbeitsminister             | Sigurður Jónsson                   | 4. Februar 1917                 | 25. Februar 1920                 |